# Bogumiła Kłopotowska
Bogumiła Kłopotowska (ur. 11 września 1953 w Łodzi)  – polska kompozytor, konsultant muzyczny, montażystka filmowa.
W 2019 została odznaczona Srebrnym Medalem „Zasłużony Kulturze Gloria Artis”.

## Filmografia wybrana

### muzyka
- 2008 "Bajki z krainy pieców"
- 2002 "Cmentarz Orląt"
- 1998 "Ganek"
- 1998 "Amulety i definicje, czyli szkic do portretu Jerzego Ficowskiego"
- 1994 "Jan Strzelecki"